# Kulhuse
Kulhuse is een plaats in de Deense regio Hovedstaden, gemeente Frederikssund, en telt 953 inwoners (2007).